# Bartolomeo
Bartolomeo ist ein männlicher Vorname.

## Herkunft und Bedeutung
Bartolomeo ist eine italienische Form von Bartholomäus.

## Bekannte Namensträger
- Bartolomeo Altomonte (1694–1783), österreichischer Maler
- Bartolomeo Ammanati (1511–1592), italienischer Baumeister und Bildhauer
- Bartolomeo Bacilieri (1842–1923), Bischof von Verona
- Bartolomeo Berrecci (* um 1480–1537), Architekt, Bildhauer und Steinmetz der Renaissance
- Bartolomeo Blanche Espejo (1879–1970), chilenischer Politiker
- Bartolomeo Borghesi (1781–1860), italienische Epigraphiker
- Bartolomeo Bosco (1793–1863), italienischer Zauberkünstler
- Bartolomeo di Breganze (* um 1200–1270), Bischof von Vicenza und Gründer des Ordens der Frati gaudenti
- Bartolomeo Bulgarini († 1378), italienischer Maler
- Bartolomeo Buon († 1464/1467), italienischer Bildhauer und Baumeister
- Bartolomeo Campagnoli (1751–1827), italienischer Violist und Komponist
- Bartolomeo Cesi (Kardinal) (1567–1621 in Tivoli), italienischer Geistlicher, Bischof und Kardinal der Römischen Kirche
- Bartolomeo Coda († 1565), italienischer Maler
- Bartolomeo Colleoni (um 1400–1475), italienischer Condottiere
- Bartolomeo Costantini (1889–1941), italienischer Flieger und Automobilrennfahrer
- Bartolomeo Cristofori (1655–1731), italienischer Musikinstrumentenbauer
- Bartolomeo Eustachi († 1574), italienischer Arzt
- Bartolomeo Ferrari (1780–1844), italienischer Bildhauer
- Bartolomeo Francesco Rastrelli (1700–1771), russischer Architekt und Baumeister
- Bartolomeo di Fruosino (* 1366/1369; † 1441), italienischer Maler
- Bartolomeo Genga (~1516–1558), italienischer Maler und Architekt
- Bartolomeo di Gentile (um 1465–um 1534), italienischer Maler
- Bartolomeo Gradenigo (Doge) (1263–1342), Doge von Venedig
- Bartolomeo Guidobono (1654–1709), italienischer Maler
- Bartolomeo I. della Scala († 1304), Herr von Verona
- Bartolomeo Kolumbus (um 1461–1515), jüngerer Bruder von Christoph Kolumbus
- Bartolomeo de’ Libri († etwa Ende 1519/Anfang 1520), Buchdrucker in Florenz
- Bartolomeo Montalbano (um 1595–1651), italienischer Komponist
- Bartolomeo Neroni (Il Riccio, 1505–1571), italienischer Architekt, Bildhauer, Buchmaler und Maler
- Bartolomeo Pacca (1756–1844), italienischer Kardinal
- Bartolomeo Pagano (1878–1947), italienischer Schauspieler
- Bartolomeo Pinelli (1781–1835), italienischer Kupferstecher
- Bartolomeo Platina (1421–1481), italienischer Historiker und Bibliothekar
- Bartolomeo Ramenghi (1484–1542), italienischer Maler
- Bartolomeo Roverella (1445–1476), italienischer Kardinal und Erzbischof von Ravenna
- Bartolomeo Rusca (1680–1745), Schweizer Maler
- Bartolomeo Scappi († um 1570), italienischer Koch
- Bartolomeo Schedoni (1578–1615), italienischer Maler
- Bartolomeo Trosylho (* um 1500; † um 1567), portugiesischer Komponist der Renaissance
- Bartolomeo Veneto (um 1480–1502), italienischer Maler
- Bartolomeo da Varignana, Stadtarzt und Politiker in Bologna
- Bartolomeo Vitturi (um 1710–nach 1753), italienischer Librettist

## Sonstiges
- das Bartolomeo, ein großer Hotel- und Restaurantkomplex in Dnipro (Ukraine) am Flussufer des Dnipro, wurde im März 2025 durch zwei Schwarm-Angriffe zahlreicher Kampfdrohnen der russischen Invasoren vollständig zerstört.[1]